# Jacques Favre
Jacques Favre (Laon, 6 mei 1921 – 8 mei 2008) was een Franse voetballer en trainer, die speelde als doelman.       
Hij speelde voor Stade de Reims, OGC Nice en FC Nancy. Na zijn spelerscarrière coachte hij FC Nancy, FC Metz en ging hij in het buitenland trainen bij KAA Gent, voor hij terugkeerde naar Frankrijk en zich achtereenvolgens aansloot bij Roubaix-Tourcoing, Angoulême, AS Nancy en Boulogne.